# Clint Black
Clint Black (Long Branch, 4 de fevereiro de 1962) é um cantor dos EUA.